# Тишино (Багратіоновський міський округ)
Тишино (рос. Тишино) — селище Багратіоновського району, Калінінградської області Росії. Входить до складу Гвардійського сільського поселення.
Населення — 453 особи (2015 рік).